# 이와테 대학
이와테 대학(일본어: 岩手大学, Iwate University)은 일본의 국립 대학이다. 대학 본부는 이와테현 모리오카시에 있다.

## 연혁
이와테 대학은 1949년에 모리오카 농림 전문학교, 모리오카 공업 전문학교, 이와테 사범학교, 이와테 청년 사범학교를 통합하여 설립되었다.
- 1949년 : 이와테 대학 발족 (학부: 농학부, 공학부, 학예학부).
- 1965년 : 학예학부가 우에다(上田) 캠퍼스로 이전.
- 1966년 : 학예학부를 교육학부로 개명.
- 1977년 : 인문사회과학부 설치.

이하, 이와테 대학에 통합된 구 학교들의 연혁이다.
- 1902년 : 현 우에다(上田) 캠퍼스에 모리오카 고등 농림학교(盛岡高等農林學校) 설립.
학과: 농학과, 임학과, 수의학과.
- 1918년 : 농학과를 분리: 농학과, 농예화학과.
- 1944년 : 모리오카 농림 전문학교(盛岡農林專門學校)로 개칭.
- 1945년 : 농업토목과 증설.
- 1949년 : 이와테 대학 농학부가 됨.

- 1939년 : 모리오카 고등 공업학교(盛岡高等工業學校) 설립.
학과: 기계과, 공작기계과, 전기과, 채광과, 야금과.
- 1941년 : 현 우에다(上田) 캠퍼스로 이전.
- 1944년 : 모리오카 공업 전문학교(盛岡工業專門學校)로 개칭.
- 1945년 : 미국 육군이 캠퍼스를 접수.
- 1947년 : 캠퍼스가 반환됨.
- 1949년 : 이와테 대학 공학부가 됨.

- 1876년 : 모리오카 사범학교 설립.
- 1879년 1월 : 현립 이와테 사범학교(縣立岩手師範學校)로 개칭.
- 1879년 10월 : 공립 이와테 사범학교(公立岩手師範學校)로 개칭.
- 1886년 : 이와테 현 심상 사범학교로 개칭.
- 1898년 : 이와테 현 사범학교로 개칭.
- 1923년 : 남자 사범학교와 여자 사범학교를 분리.
- 1943년 : 남자 사범학교를 여자 사범학교와 통합. 관립 이와테 사범학교로 승격.
- 1949년 : 이와테 대학 학예학부가 됨.

- 1921년 : 이와테 현 실업보습학교 교원 양성소(岩手縣實業補習學校敎員養成所) 설립.
- 1935년 : 이와테 현립 청년학교 교원 양성소(岩手縣立靑年學校敎員養成所)로 개칭.
- 1936년 : 현 가네가사키정으로 이전.
- 1944년 : 관립 이와테 청년 사범학교로 승격.
- 1949년 : 이와테 대학 학예학부가 됨.

## 캠퍼스
- 우에다(上田) 캠퍼스
- 이와테현 모리오카시 우에다(上田) 3-18-8.

## 조직

### 학부
- 농학부
  - 농학생명 과정
  - 응용생물화학 과정
  - 공생환경과학 과정
  - 동물과학 과정
  - 수의학 과정
- 공학부
  - 응용화학/생명 공학과
  - 재료(Material) 공학과
  - 전기전자 정보 시스템 공학과
  - 사회환경 공학과
- 교육학부
  - 학교교원 양성 과정
  - 평생교육 과정
  - 예술문화 과정
- 인문사회과학부
  - 법학/경제 과정
  - 인간과학 과정
  - 국제문화 과정
  - 환경과학 과정

### 대학원
- 인문사회과학 연구과 (석사 과정)
- 교육학 연구과 (석사 과정)
- 공학 연구과
- 농학 연구과 (석사 과정)
- 연합 농학 연구과 (박사 과정)
본부: 이와테 대학
- 연합 수의학 연구과 (박사 과정)
본부: 기후 대학

### 부속기관
- 도서관
- 농학부 부속 한랭 필드 사이언스 교육센터
- 농학부 부속 동물병원
- 교육복지과학부 부속 학교 (초등학교, 중학교, 유치원, 특별지원학교)

## 저명한 동문
고등농림학교 시대 졸업한 작가인 미야자와 겐지 등이 있다.